# Стечкин, Сергей Борисович
Серге́й Бори́сович Сте́чкин (6 сентября 1920, Москва — 22 ноября 1995, Москва) — советский и российский математик, доктор физико-математических наук (1958), профессор МГУ, основатель научной школы в теории функций.

## Жизнь и работа
Родился 6 сентября 1920 года в Москве. Его отцом был Борис Сергеевич Стечкин, инженер, профессор, академик АН СССР, создатель теории реактивных двигателей, а также и самих двигателей. Дедом — русский писатель-фантаст Сергей Яковлевич Соломин (настоящая фамилия — Стечкин).
В 1938 году окончил среднюю школу № 59 в Москве. В том же году поступил на физико-математический факультет Горьковского государственного университета (поступить в МГУ не смог из-за того, что его отца в это время снова репрессировали), но уже в следующем году перевёлся на второй курс механико-математического факультета МГУ, который окончил в 1944 г. В 1944—1947 годах С. Б. Стечкин учился в аспирантуре мехмата МГУ. С 1 ноября 1947 работал ассистентом кафедры математики физико-технического факультета МГУ. В 1948 году С. Б. Стечкин (под руководством Д. Е. Меньшова) защитил в МГУ кандидатскую диссертацию на тему «О порядке наилучших приближений непрерывных функций». Кроме Д. Е. Меньшова, на Стечкина оказали сильное научное влияние А. Н. Колмогоров, Н. К. Бари и С. Н. Бернштейн.
После аспирантуры два года работал в научно-исследовательском институте Академии артиллерийских наук, а с 1949 года — в Математическом институте им. В. А. Стеклова (отдел теории функций). В 1958 году С. Б. Стечкин защитил докторскую диссертацию «Исследования по теории степенных и тригонометрических рядов». До конца жизни С. Б. Стечкин работал в Математическом институте им. В. А. Стеклова и на механико-математическом факультете Московского государственного университета им. М. В. Ломоносова.
Сергей Борисович — основатель (1956 год) и первый директор Свердловского отделения Математического института им. В. А. Стеклова, впоследствии превратившегося в Институт математики и механики Уральского отделения РАН (ИММ УрО РАН). Он курировал проектирование и возведение здания Института, занимаемого им по сей день. В 1967 г. Стечкин возвратился в Москву, где взялся за организацию нового журнала «Математические заметки» Академии наук СССР и более 20 лет был главным редактором этого журнала.
Награждён Золотой медалью им. П. Л. Чебышёва РАН в 1993 году.
С. Б. Стечкин был женат на Екатерине Ивановне Стечкиной (Трифоновой) с 1949 и имел сына Бориса 1950 г.р.; в начале семидесятых годов брак распался. В 1978 Сергей Борисович женился вновь (жена — Татьяна Васильевна Радославова, математик, работает в МГУ) и имел во втором браке двух дочерей.
Скончался 22 ноября 1995 г. в Москве после четырёх месяцев курса лечения от тяжёлой болезни.

## Области научных интересов
- Теория приближений
  - линейные методы приближения
  - неравенства типа Джексона-Стечкина
  - неравенства Виртингера
  - тригонометрические и ортогональные ряды
  - экстремальные задачи
  - геометрические задачи
- Теория чисел

## Основной вклад в математику
Сергей Борисович Стечкин обобщил прямые и обратные теоремы теории приближений на модули непрерывности произвольного порядка, продолжил исследования А. Н. Колмогорова по поперечникам и нашёл точные порядки таких поперечников в равномерной метрике для классов функций с ограниченной старшей производной. Большой цикл работ С. Б. Стечкина посвящён сходимости, абсолютной сходимости и суммируемости тригонометрических и более общих ортогональных рядов. В частности, им найден критерий абсолютной сходимости ряда из коэффициентов Фурье индивидуальной функции.
С. Б. Стечкин и его школа внесли вклад в теорию некорректных задач, построив теорию наилучших приближений неограниченных операторов ограниченными.
Совместно с Н. В. Ефимовым С. Б. Стечкин разработал геометрическую теорию приближений в банаховых пространствах. При этом был введен ряд новых аппроксимативных понятий, оказавшихся полезными и в других вопросах.
В частности, он показал, что оператор метрической проекции на замкнутое множество в {\displaystyle R^{d}} однозначен в большинстве точек, то есть множество точек, имеющих более одной ближайшей в этом компакте имеют первую категорию Бэра.
С. Б. Стечкин установил новую логарифмическую оценку для нулей дзета-функции Римана.
С. Б. Стечкин — автор первой на русском языке монографии по приближению функций сплайнами (совместно с Ю. Н. Субботиным), способствовавшей развитию исследований и использованию сплайнов в вычислительной математике.
Под руководством Стечкина более 30 математиков защитили кандидатские диссертации, многие из них уже имеют своих учеников.